# 高家沟乡 (柳林县)
高家沟乡，是中华人民共和国山西省吕梁市柳林县下辖的一个乡镇级行政单位。

## 行政区划
高家沟乡下辖以下地区：
高家沟村、阴塌村、穆家凹村、宋家寨村、王家塔村、刘家凹村、南阳山村、东山村、郝家庄村、冀家峪村、南寺沟村、郭家沟村、大成垣村、兴盛村、白家塔村和贺家坡村。